# Manania gwilliami
Manania gwilliami is een neteldier uit de klasse Staurozoa en behoort tot de familie Haliclystidae. Manania gwilliami werd in 1989 voor het eerst wetenschappelijk beschreven door Larson & Fautin. De naam "gwilliami" verwijst naar G.F. Gwilliam die in het midden van de 20e eeuw een aantal Stauromedusae-soorten beschreef.